# Livro de artista

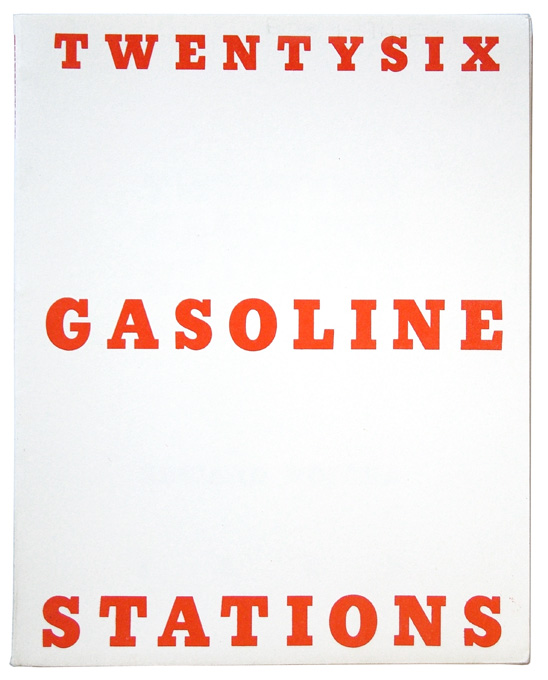
Twentysix Gasoline Stations, 1963 by Ed Ruscha

Livro de artista são obras de arte realizadas sob a forma de um livro. Habitualmente publicados em pequenas edições, são por vezes produzidos como obras de arte únicas.
Segundo a definição de Stephen Bury, "Livros de artista são livros ou objectos em forma de livro; sobre os quais, na aparência, final o artista tem um grande controle. O livro é entendido nele mesmo como uma obra de arte. Estes não são livros com reproduções de obras de artistas, ou apenas um texto ilustrado por um artista. Na prática, esta definição quebra-se quando o artista a desafia, puxando o formato livro em direcções inesperadas."  